# Рахімабад (дегестан)
Рахімабад (перс. رحیم آباد) — дегестан в Ірані, у бахші Рахімабад, в шагрестані Рудсар остану Ґілян. За даними перепису 2006 року, його населення становило 10193 особи, які проживали у складі 2597 сімей.

## Населені пункти
До складу дегестану входять такі населені пункти:
- Азар-Кей
- Амір-Ґавабар
- Арбу-Сара
- Ахунд-Мелк
- Базнешін-е-Алія
- Базнешін-е-Софлі
- Балде-Сара
- Баленґах
- Бандбон-е-Бенексар
- Бенексар
- Вапарсар
- Гаратбар
- Ґуґах
- Ґузальбон
- Ґузе-Ленґе
- Ґусфанд-Ґує
- Дезлі
- Дераз-Лат-е-Бала
- Дімабон
- Дула-Ґавабар
- Зерхан-Лат
- Кадж-е-Мохаммад-Ґавабар
- Калье-Ґярдан
- Карбас-Сарай-є-Алія
- Карбас-Сарай-є-Софлі
- Кашкух
- Кушкух
- Латак
- Лат-е-Паршу
- Лердарабон
- Лерудбон
- Лу-Сара
- Мазі-Ґавабар
- Нармаш
- Паїн-Деразлат
- Палам
- Палатдешт
- Паршу
- Редже-Сара
- Сіджаре
- Сі-Сара
- Сіях-Ґоль-Чаль
- Сіях-Чаль
- Су-Ґавабар
- Таб-Тус
- Торшкух
- Туль-Лат
- Фабіль-Сара
- Ханкасарай-є-Алія
- Ханкасарай-є-Софлі
- Хомпате-Арбу-Сара
- Хуртабсара
- Шемшад-Сара